# 赫尔曼·切尔诺夫
赫尔曼·切尔诺夫（英語：Herman Chernoff，1923年7月1日—）是一位美国应用数学家、统计学家和物理学家。他曾任伊利诺伊大学香槟分校、斯坦福大学和麻省理工学院的教授，目前是哈佛大学的名誉教授。  

## 早年生活和教育
赫尔曼·切尔诺夫在Townsend Harris 高中度过了他的高中生活 。他的父母分别是波琳·切尔诺夫和马克斯·切尔诺夫。他们家是俄国的犹太移民。在 1943 年，他获得纽约城市学院数学学士学位。于1945年在布朗大学研究生院，他获得应用数学硕士学位，并于1948年在亚伯拉罕·沃尔德（Abraham Wald）的指导下获得应用数学博士学位（Ph.D.）。  

## 获得认可
切尔诺夫于1974年成为美国文理科学院院士，  ，并于1980年当选为美国国家科学院院士。  1987年，他被美国统计学会评选为威尔克斯纪念奖 ，2012年，他被任命为美国数学会首届院士。 
2023 年 7 月 1 日，切尔诺夫诞辰 100 周年。 